# Anita Spada
Anita Spada (eigentlich Anneliese Kambeck; * 26. April 1913 in Essen; † nach 1944) war eine deutsche Sängerin.

## Leben
Spada trat in Varietés und Operetten auf.
Ab 1935 trat sie im Berliner Theater Scala auf, u. a. mit Georg Alexander. Sie gastierte u. a. auch im Stuttgarter Friedrichsbau. In den späten 1930er-Jahren nahm Spada mehrere Songs auf, mit Peter Kreuder und seinen Solisten  Fräulein Niemand (Telefunken), und 1941, begleitet vom Orchester Heinz Munsonius,  eine Coverversion von Lili Marleen (Imperial 17358) (Lied eines jungen Wachtpostens).
Im Oktober 1939 wurde sie auf Anordnung von Joseph Goebbels zusammen mit dem Scala-Pressechef Will Meyer, dem Kapellmeister Otto Stenzel und dem Conferencier Heinz Heimsoth vorübergehend verhaftet. Im Rahmen der Truppenbetreuung reiste Anita Spada – neben anderen Künstlern wie Delia Reinhardt, Edith Schollwer oder Karl Fochler – im Februar 1941 nach Italien. Zur selben Zeit, als Lale Andersen mit dem Lied Lili Marleen in Ungnade gefallen war, heiratete Spada im Jahr 1942 Hans Hinkel, der im Reichsministerium für Volksaufklärung und Propaganda als Sonderbeauftragter für „Kulturpersonalien“ zuständig war und in den letzten Jahren des NS-Regimes als ihr Beschützer fungierte. Spada stand 1944 auf der Gottbegnadeten-Liste.